# Amazonius (genre)
Pour les articles homonymes, voir Amazonius (homonymie).
Genre
Amazonius est un genre d'araignées mygalomorphes de la famille des Theraphosidae.

## Distribution
Les espèces de ce genre se rencontrent en Amérique du Sud.

## Liste des espèces
Selon World Spider Catalog (version 23.0, 19/03/2022) :
- Amazonius burgessi (Hüsser, 2018)
- Amazonius elenae (Schmidt, 1994)
- Amazonius germani Cifuentes & Bertani, 2022
- Amazonius giovaninii Cifuentes & Bertani, 2022

## Systématique et taxinomie
Ce genre a été décrit par Cifuentes en Bertani en 2022 dans les Theraphosidae.

## Publication originale
- Cifuentes & Bertani, 2022 : « Taxonomic revision and cladistic analysis of the tarantula genera Tapinauchenius Ausserer, 1871, Psalmopoeus Pocock, 1985, and Amazonius n. gen. (Theraphosidae, Psalmopoeinae). » Zootaxa, no 5101(1), p. 1-123.